# Bobo Jelčić
Bobo Ječić (Mostar, 1964.) je hrvatski kazališni i filmski redatelj i glumac.
Diplomirao je kazališnu režiju na Akademiji dramske umjetnosti u Zagrebu 1990. godine. Na početku karijere režirao je predstave kao što su Mahnitanje u dvoje (Eugene Ionesco) u Teatru &TD, Woyzek (Georg Büchner) u HNK Varaždin i Ženidba (Nikolaj Vasiljevič Gogolj) u GDK Gavella. Od 1993. i predstave Turistički vodič (Botho Strauss) u GDK Gavella započinje suradnju s dramaturginjom Natašom Rajković s kojom razvija specifičan kazališni izraz. Prva autorska predstava ovog tandema bila je Promatranja u Hrvatskom narodnom kazalištu Varaždin. Bez unaprijed zadanog predloška predstava se stvarala koristeći priče sudionika. Usljedile su predstave Usporavanja i Nesigurna priča (Teatar &TD), Grad u gradu, Izlog i S druge strane (ZKM), Radionica za šetanje, pričanje i izmišljanje (Dubrovačke ljetne igre). Upravo je u suradnji s Natašom Rajković doživio najveće uspjehe pa tako predstave Nesigurna priča i S druge strane spadaju u kultne predstave hrvatskog kazališta s brojnim gostovanjima po mnogim europskim festivalima. Primjerice, Nesigurna priča i Usporavanja bile su prve hrvatske predstave pozvane na festival Wiener FestWochen.
Od 2010. godine radi samostalne autorske projekte te u tom periodu postiže velike uspjehe s predstavama Galeb (ZKM), Na kraju tjedna i Tri sestre (HNK Zagreb), Govori glasnije! i Hrvatski put ka sreći (SK Kerempuh) i Ko rukom odneseno (Teatar &TD).
Njegove predstave vrednovane su i u inozemstvu. U Schauspielhausu u Hannoveru postavlja Heimspiel (2002.), u zürichškome kazališu Neumarkt Fast zicher (2007.), u Grazu Einfach weg (2010.) i u Braunscheweigu Die Fenster (2011.). 
Aktivan je i kao filmski redatelj te potpisuje režije filmova Obrana i zaštita i Sam samcat, koji su prikazani na brojnim festivalima i višestruko nagrađivani. Film Obrana i zaštita premijerno je prikazan na prestižnom Berlinskom filmskom festivalu, a potom je prikazan na stotinjak festivala diljem svijeta. Na Pulskom filmskom festivalu je nagrađen sa sedam zlatnih arena, uključujući onu za najbolji film. 
Dobitnik je nagrada poput Nagrade Orlando za najbolju predstavu, Nagrade Marul za režiju, Nagrade Vladimir Nazor i mnogih drugih.
Redoviti je profesor glume na Akademiji dramske umjetnosti u Zagrebu.

## Filmografija

### Režija i scenarij
- "Ono sve što znaš o meni" (2005.)
- "Obrana i zaštita" (2013.)
- "Short Plays" (segment "Croacia" - scenarij) (2014.)
- "Transmania" (2016.)
- "Sam samcat" (2018.)

### Televizijske uloge
- "Novine" kao Zoran Savić (2016. – 2017.)